# Aurora (węgierski zespół muzyczny)
Aurora – węgierska grupa punkrockowa pochodząca z Győr.

## Historia grupy
Aurora powstała 1982 w składzie „Vigi” (gitara/śpiew), „Galacs” (gitara basowa), „Polyak” (perkusja) i „Dauer” (śpiew) w Győr na Węgrzech. Po antykomunistycznych wypowiedziach członków zespołu został on zakazany i występował w latach 1984–1988 pod fałszywą nazwą a ówczesny wokalista Dauer trafił na dwa lata do więzienia z powodu „doboru niewłaściwych słów w odniesieniu do komunizmu”. Po odbyciu kary został wydalony z Węgier i Aurora musiała poszukać sobie innego wokalisty. Po krótkim i nieudanym okresie z wokalistką „Kriszta”, rola wokalisty przypadła „Vigi”. W tym czasie rozpoczęła się też kariera zachodnioeuropejska Aurory i pierwszy EP pt. 1988, który ukazał się w niemieckiej wytwórni płytowej „Empty Records”.
1989 wydano debiutancki album Viszlát Iván (pol. „Do widzenia Iwanie”), co przypadkowo zbiegło się z końcem sowieckiej okupacji Węgier. Album Viszlát Iván odniósł relatywnie duży sukces sprzedając się ponad 20 tys. razy.
Następny album Előre, Kurvák, Gengszterek („Naprzód, kurwy i gangsterzy”) ukazał się w 1992 roku. W kolejnych latach grupa była bardzo aktywna muzycznie, wydając kilkanaście albumów. 2004 ukazał się ostatni z nich pt. Meddig tart? („Jak długo jeszcze?”).

## Dyskografia
EP:
1. 1988 (1988)

Lp´s:
1. Viszlát Iván (1989)
2. Előre kurvák, gengszterek (1992)
3. FelTámadás (1993)
4. Mindhalálig Punk (1994)
5. Keserű cukor (1994)
6. Nincs karácsony (1996)
7. Illegális bál (1997)
8. Válogatás '83-'99 (1999)
9. Balkán Express (1999)
10. Rúkenstúrcli in Kukenstrasse (1999)
11. A rezervátum mélyén (2002)
12. Meddig tart? (2004)